# Sokcho
Sokcho (hangul 속초) är en stad i den sydkoreanska provinsen Gangwon. Folkmängden var 82 694 invånare i slutet av 2018 på en yta av 105 kvadratkilometer.
I kommunen ligger en del av Seoraksan nationalpark och berget Seoraksan, 1 708 m ö.h, ligger på kommungränsen i sydväst.
Administrativt delas kommunen in i åtta stadsdelar (dong), Cheongho-dong, Daepo-dong, Dongmyeong-dong, Geumho-dong, Gyo-dong, Joyang-dong, Nohak-dong och Yeongnang-dong.

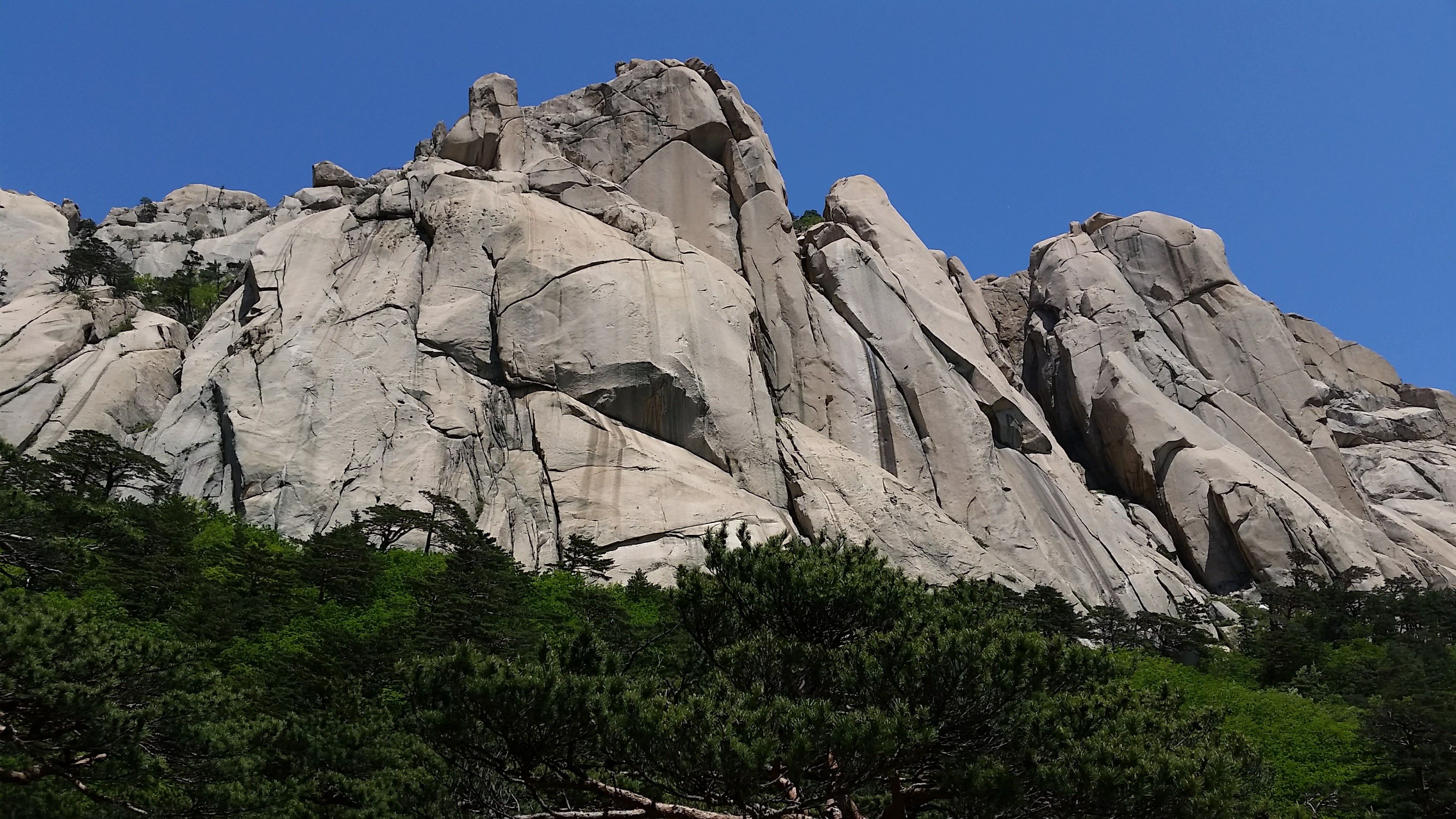
Ulsanbawi-klipporna i Seoraksan nationalpark
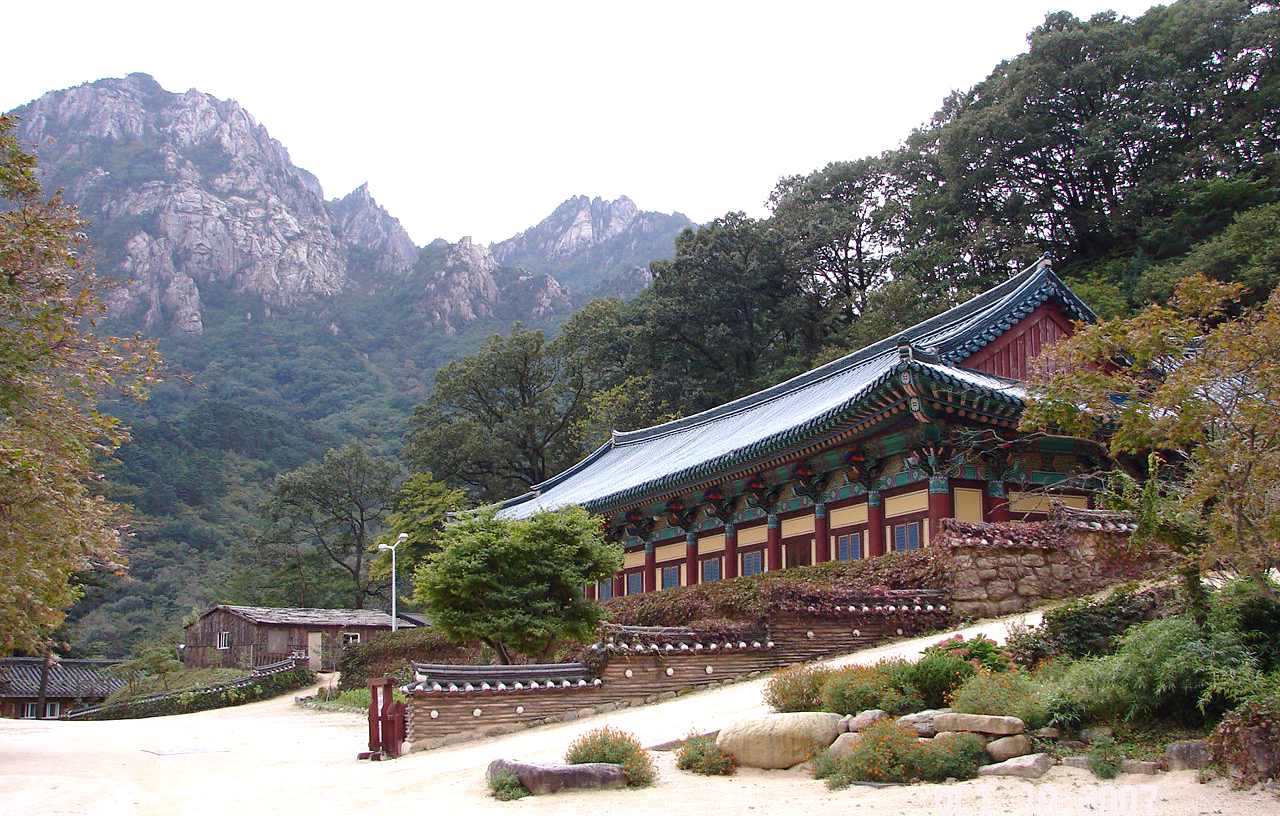
Sinheungsa tempel